# 金滴酒造
金滴酒造株式会社（きんてきしゅぞう）は北海道樺戸郡新十津川町の酒造メーカーである。

## 沿革
- 1906年（明治39年）9月10日 90名（内発起人9名）により「新十津川酒造株式会社」創立。当時の酒銘は「徳富川」「花の雫」。
- 1917年（大正7年）10月 資本金を3万円に増資、酒銘を「金滴」「銀滴」「花の雫」とし、「徳富川」を廃銘。ピンネシリ山から流れる砂金川の流れから名銘する。
- 1932年（昭和7年）蔵人宿舎から出火し240坪を消失、同年10月に復旧[1]。
- 1944年 戦時統制下において広部酒造、今酒造、五十嵐酒造の3社を吸収合併。
- 1951年11月 社名を「金滴酒造株式会社」へ改称。
- 1955年 木造・煉瓦造2階建ての店舗・精米工場等200坪余りを新築[1]。
- 2008年4月15日 札幌地裁に民事再生法の適用申請。負債額は約6億1200万円、清酒の売れ行き不振が原因（帝国データバンク）20年程前の最盛期に約5億円の売上があったが、その後売上げジリ貧になる。07年9月期は売上が、1億9800万円まで落込み、約3200万円の当期赤字。
- 2009年 北海道議会議長（空知総合振興局選出）の釣部勲が社長に就任。
- 2011年 北海道産酒造好適米「吟風」100％で醸した酒で、全国新酒鑑評会金賞を受賞。

## 商品リスト
列挙順・記載内容は、2016年10月現在の公式ページ商品情報に基づく。詳細については、公式商品紹介を参照のこと。
- 「金滴彗星　特別純米酒」[2]
  - 特別純米酒
  - 精米歩合 : 55%
  - アルコール度数 : 17〜18%
  - 日本酒度 : +4.5
  - 原材料 : 米（北海道空知産米「彗星」100%）・米麹（北海道産米）

- 「純米吟醸原酒 きたしずく」
  - 純米吟醸原酒
  - 精米歩合 : 55%
  - アルコール度数 : 17〜18%
  - 原材料 : 米（新十津川産「きたしずく」100%）・米麹（新十津川産米）

- 創業110周年記念酒 「大吟醸 郷思村愛」
  - 大吟醸
  - 精米歩合 : 35%
  - アルコール度数 : 16〜17%
  - 原材料 : 米（北海道新十津川産「吟風」100%）・米麹（北海道産米）・醸造アルコール

- 創業110周年記念酒 「吟醸原酒 百十年」[3]
  - 吟醸原酒
  - 精米歩合 : 50%
  - アルコール度数 : 17〜18%
  - 原材料 : 米（北海道産酒造好適米[4]）・米麹（北海道産米）・醸造アルコール

- 「金滴 大吟醸」
  - 大吟醸酒
  - 精米歩合 : 35%
  - アルコール度数 : 16〜17%
  - 日本酒度 : +1.5
  - 原材料 : 米（北海道新十津川産「吟風」100%）・米麹（北海道産米）・醸造アルコール

- 「金滴 純米大吟醸酒」
  - 純米大吟醸
  - 精米歩合 : 40%
  - アルコール度数 : 16〜17%
  - 日本酒度 : ±0
  - 原材料 : 米（北海道産「吟風」100%）・米麹（北海道産米）

- 「金滴 純米吟醸」
  - 純米吟醸
  - 精米歩合 : 55%
  - アルコール度数 : 15〜16%
  - 日本酒度 : +2
  - 原材料 : 米（北海道産酒造好適米）・米麹（北海道産米）

- 「金滴 純金入」
  - 本醸造（金箔酒[5]）
  - 精米歩合 : 70%
  - アルコール度数 : 15〜16%
  - 日本酒度 : +2.5%
  - 原材料 : 米（北海道産酒造好適米）・米麹（北海道産米）・醸造アルコール

- 「純米吟醸 北の微笑」
  - 純米吟醸酒
  - 精米歩合 : 55%
  - アルコール度数 : 15〜16%
  - 日本酒度 : +2
  - 原材料 : 米（北海道産酒造好適米）・米麹（北海道産米）

- 「特別純米酒 新十津川」
  - 特別純米酒
  - 精米歩合 - 55%
  - アルコール度数 - 15〜16%
  - 日本酒度 : +3
  - 原材料 : 米（北海道産酒造好適米）・米麹（北海道産米）

- 「北の純米酒」
  - 純米酒
  - 精米歩合 : 60%
  - アルコール度数 15〜16%
  - 日本酒度 : +3
  - 原材料 : 米（北海道産酒造好適米）・米麹（北海道産米）

- 「本醸造 上撰 金冠金滴」[6]
  - 本醸造
  - 精米歩合 : 70%
  - アルコール度数 : 15〜16%
  - 日本酒度 : +2.5
  - 原材料 : 米（北海道産米）・米麹（北海道産米）・醸造アルコール

- 「本醸造 瑞鳳」
  - 本醸造
  - 精米歩合 : 70%
  - アルコール度数 : 14〜15%
  - 日本酒度 : +1
  - 原材料 : 米（北海道産米）・米麹（北海道産米）・醸造アルコール

- 「純米吟醸 社氏の夢呑」
  - 純米吟醸酒
  - 精米歩合 : 60%
  - アルコール度数 : 15.3%
  - 日本酒度 : +3
  - 原材料 : 米（全糧道産米）・米麹（国産米）

- 「純米吟醸 里の詩物語」
  - 純米吟醸
  - 精米歩合 : 60%
  - アルコール度数 : 13〜14%
  - 日本酒度 : +2
  - 原材料 : 米（国産米）・米麹（国産米）

- 「本醸造 社の詩物語」
  - 本醸造
  - 精米歩合 : 70%
  - アルコール度数 : 13〜14%
  - 日本酒度 : +2.5
  - 原材料 : 米（国産米）・米麹（国産米）・醸造アルコール

- 「純米カップ 180ml」
  - 純米酒（カップ酒）
  - 精米歩合 : 60%
  - アルコール度数 : 15〜16%
  - 日本酒度 : +3
  - 原材料 : 米（北海道産米）・米麹（北海道産米）

- 「雪国のだるま」
  - 本醸造（雪だるま形の陶器入)
  - 精米歩合 : 70%
  - アルコール度数 : 14〜15%
  - 日本酒度 : +1
  - 原材料 : 米（北海道産米）・米麹（北海道産米）・醸造アルコール

- 「純米吟醸 北海道新幹線開業記念酒」
  - 純米吟醸酒
  - 精米歩合 : 55%
  - アルコール度数 : 15〜16%
  - 日本酒度 : +2%
  - 原材料 : 米（全量北海道産米）・米麹（北海道産米）

- 「本造酒 北海道新幹線開業記念酒」
  - 本醸造（カップ酒）
  - 精米歩合 : 70%
  - アルコール度数 : 15〜16%
  - 日本酒度 : +1.5
  - 原材料 : 米（北海道産米）・米麹（北海道産米）・醸造アルコール

## 酒蔵見学
- 見学可能。
  - 要予約、ただし10月位～3月位は見学不可[7]。
    - 休業日 : 基本的に土・日・祝日が休業となる不定休[8]
      - 売店については、土・日・祝祭日（10:00～16：00）の間営業、正月三が日は売店定休日[8]。
- 蔵開き : 「酒蔵まつり」
  - 年一回開催。2016年は、6月に開催している[9]。

## 関係会社
- エバープラスプラニング株式会社[10][8][11]